# Пампелон, Джером
Джером Мандела Джозеф Пампелон (англ. Jerome Mandela Joseph Pampellone; род. 12 июля 1996, Лондон, Англия, Великобритания) — английский и новозеландский боксёр-профессионал, тринидадского происхождения, выступающий в полутяжёлой, и в первой тяжёлой весовых категориях. Бывший член национальной сборной Новой Зеландии, трёхкратный чемпион Новой Зеландии (2018, 2019, 2020), четвертьфиналист чемпионата мира 2019 года, многократный победитель и призёр международных и национальных турниров в любителях.
Среди профессионалов действующий чемпион по версиям IBF Inter-Continental (2023—н. в.) и WBO Asia Pacific (2023—н. в.), чемпион Австралазии по версии IBF Australasian (2022—н. в.) в полутяжёлом весе. Также действующий чемпион Австралазии по версии IBF Australasian (2022—н. в.), и чемпион Новой Зеландии (2022—н. в.) в 1-м тяжёлом весе.
Лучшая позиция по рейтингу BoxRec — 7-я (декабрь 2023) и является 6-м среди британских боксёров полутяжёлой весовой категории, а по рейтингам основных международных боксёрских организаций занимает: 8-ю строку рейтинга IBF, — входя в ТОП-20 лучших полутяжеловесов всего мира.

## Биография
Джером Мандела Джозеф Пампелон родился 12 июля 1996 года в Лондон, в Англии, в Великобритании. Он имеет тринидадское происхождение. В возрасте 10 лет со своей семьей он переехал в Новую Зеландию и является гражданином Новой Зеландии.

## Любительская карьера
В сентябре 2019 года участвовал на чемпионате мира в Екатеринбурге (Россия), в весовой категории до 81 кг. Где он в 1/32 финала соревнований по очкам (5:0) победил венгра Паля Ковача, в 1/16 финала по очкам (5:0) победил бельгийца Зиада эль-Мохора, затем в 1/8 финала по очкам (5:0) победил опытного египетского боксёра Абдельрахмана Ораби, но в четвертьфинале, в конкурентном бою, по очкам (1:4) проиграл опытному англичанину Бенджамину Уиттекеру, — который в итоге стал бронзовым призёром чемпионата мира 2019 года.
В марте 2020 года, в Аммане (Иордания) участвовал на квалификационном турнире от Азии/Океании в весе до 81 кг, пытаясь пройти квалификацию к Олимпиаде 2020 года, но в 1/8 финала соревнований по очкам (0:5) проиграл опытному казахстанскому боксёру Бекзату Нурдаулетову, — который в итоге стал победителем этого турнира.

## Профессиональная карьера
19 декабря 2020 года он дебютировал на профессиональном ринге в Окленде (Новая Зеландия), в рамках первого тяжёлого веса, победив единогласным решением судей (счёт: 40-36 — трижды) своего соотечественника новозеландца Томаса Рассела (0-13).
4 ноября 2022 года в Брисбене (Австралия) единогласным решением судей (счёт: 100 —90, 99 —91 - дважды) победил опытного австралийского боксёра Фариса Шевалье (13-2), и завоевал вакантный титул чемпиона Австралазии по версии IBF Australasian в полутяжёлом весе.
27 апреля 2023 года в Норт - Шоре, (Новой Зеландия) нокаутировал в стартовом раунде с австралийцем Мосе Ауйматаги (15-3-2, 10 КО). На кону боя был титул WBO Asia Pacific.
26 августа 2023 года в Норт - Шоре (Новая Зеландия) нокаутировал в первом раунде ранее небитого южноафриканца Лувуйо Сизани (7-0). В бою был разыгран вакантный титул IBF Inter-Continental в полутяжёлом весе (до 79,4 кг)
2 декабря 2023 года в Фангареи (Новая Зеландия) в рамках вечера бокса снова в стартовом раунде нокаутировал мексиканского экс-претендента Рохелио Медину (41-10, 35 КО).
24 апреля 2024 года в Сиднее провел отборочный поединок по линии IBF с небитым проспектом ливийского происхождения Маликом Занадом (22-0, 16 КО)

## Статистика профессиональных боёв
В таблице перечислены результаты всех поединков боксёров.
В каждой строке указан результат поединка. Дополнительно номер поединка обозначен цветом, который обозначает итог поединка. Расшифровка обозначений и цветов представлена в нижеследующей таблице.
| Пример | Расшифровка                     |
| ------ | ------------------------------- |
|        | Победа                          |
|        | Ничья                           |
|        | Поражение                       |
|        | Планируемый поединок            |
|        | Поединок признан несостоявшимся |
| КО     | Нокаут                          |
| ТКО    | Технический нокаут              |
| PTS    | Решение судей (по очкам)        |
| UD     | Единогласное решение судей      |
| MD     | Решение большинства судей       |
| SD     | Раздельное решение судей        |
| RTD    | Отказ от продолжения боя        |
| DQ     | Дисквалификация                 |
| NC     | Поединок признан несостоявшимся |

| 19 поединков, 18 побед (11 нокаутом), 1 поражение.        | 19 поединков, 18 побед (11 нокаутом), 1 поражение. | 19 поединков, 18 побед (11 нокаутом), 1 поражение. | 19 поединков, 18 побед (11 нокаутом), 1 поражение. | 19 поединков, 18 побед (11 нокаутом), 1 поражение.                    | 19 поединков, 18 побед (11 нокаутом), 1 поражение. | 19 поединков, 18 побед (11 нокаутом), 1 поражение.                                                                                                 |
| Бой                                                       | Рекорд                                             | Дата боя                                           | Соперник                                           | Место проведения боя                                                  | Раундов, время                                     | Дополнительно |
| --------------------------------------------------------- | -------------------------------------------------- | -------------------------------------------------- | -------------------------------------------------- | --------------------------------------------------------------------- | -------------------------------------------------- | --- |
| 19                                                        | 18-1                                               | 24 апреля 2024                                     | Малик Зинад (21-0)                                 | Hordern Pavilion, Сидней, Новый Южный Уэльс, Австралия                | MD 12 (12)                                         | Счёт: 114-114, 111-117 (дважды). Бой за 2-е место в полутяжёлом весе рейтинга IBF.                                                                 |
| 18                                                        | 18-0                                               | 2 декабря 2023                                     | Рохелио Медина Луна (41-9)                         | McKay Stadium, Фангареи, Новая Зеландия                               | TKO 1 (10), 1:34                                   | |
| 17                                                        | 17-0                                               | 26 августа 2023                                    | Лувуйо Сизани (7-0)                                | Eventfinda Stadium, Норт-Шор, Окленд, Новая Зеландия                  | TKO 1 (10), 1:01                                   | Завоевал вакантный титул чемпиона по версии IBF Inter-Continental в полутяжёлом весе.                                                              |
| 16                                                        | 16-0                                               | 27 апреля 2023                                     | Мозе Ауиматаги мл. (15-2-2)                        | Eventfinda Stadium, Норт-Шор, Окленд, Новая Зеландия                  | TKO 1 (10), 1:14                                   | Завоевал вакантный титул чемпиона по версии WBO Asia Pacific и защитил титул по версии IBF Australasian (1-я защита Пампелон) в полутяжёлом весе.  |
| 15                                                        | 15-0                                               | 4 ноября 2022                                      | Фарис Шевалье (13-2)                               | Nissan Arena, Натан, Брисбен, Квинсленд, Австралия                    | UD 10 (10)                                         | Счёт: 100-90, 99-91 (дважды). Завоевал вакантный титул чемпиона Австралазии по версии IBF Australasian в полутяжёлом весе.                         |
| 14                                                        | 14-0                                               | 21 октября 2022                                    | Тоедсак Синам (18-9)                               | ABA Stadium, Окленд, Новая Зеландия                                   | KO 1 (6), 1:19                                     | |
| Вернулся в полутяжёлый вес — 175 фунтов (до 79,38 кг).    |                                                    |                                                    |                                                    |                                                                       |                                                    | |
| 13                                                        | 13-0                                               | 21 июля 2022                                       | Джошуа Фрэнсис (12-1-1)                            | Eventfinda Stadium, Окленд, Новая Зеландия                            | TKO 6 (10), 2:38                                   | Завоевал вакантный титул чемпиона Австралазии по версии IBF Australasian и титул чемпиона Новой Зеландии (1-я защита Фрэнсиса) в 1-м тяжёлом весе. |
| 12                                                        | 12-0                                               | 20 мая 2022                                        | Николас Харалампус (20-5)                          | Auckland War Memorial Museum, Окленд, Новая Зеландия                  | UD 6 (6)                                           | Счёт судей: 60-54, 59-56, 58-56. |
| Вернулся в первый тяжёлый вес — 200 фунтов (до 90,72 кг). |                                                    |                                                    |                                                    |                                                                       |                                                    | |
| 11                                                        | 11-0                                               | 13 апреля 2022                                     | Лукас Миллер(8-4-2)                                | Мюзик-холл Фортитьюд, Долина Фортитьюд, Брисбен, Квинсленд, Австралия | UD 10 (10)                                         | Счёт: 99-90, 100-89 (дважды). |
| Бои в полутяжёлом весе — 175 фунтов (до 79,38 кг).        |                                                    |                                                    |                                                    |                                                                       |                                                    | |
| …                                                         |                                                    |                                                    |                                                    |                                                                       |                                                    | |
| 3                                                         | 3-0                                                | 27 февраля 2021                                    | Антц Амута (дебют)                                 | Spark Arena, Окленд, Новая Зеландия                                   | KO 1 (4), 2:57                                     | |
| 2                                                         | 2-0                                                | 13 февраля 2021                                    | Мандела Але (дебют)                                | ABA Stadium, Окленд, Новая Зеландия                                   | RTD 3 (4), 3:00                                    | |
| 1                                                         | 1-0                                                | 19 декабря 2020                                    | Томас Рассел (0-13)                                | ABA Stadium, Окленд, Новая Зеландия                                   | UD 4 (4)                                           | Счёт: 40-36 (трижды). Дебют в профессиональном боксе.                                                                                              |
| Бои в первом тяжёлом весе — 200 фунтов (до 90,72 кг).     |                                                    |                                                    |                                                    |                                                                       |                                                    | |
| Бой                                                       | Рекорд                                             | Дата боя                                           | Соперник                                           | Место проведения боя                                                  | Раундов, время                                     | Дополнительно |